# Läwitz
Läwitz ist ein Ortsteil der Stadt Zeulenroda-Triebes im Landkreis Greiz. Das Dorf liegt im Tal der Weida unmittelbar an der Vorsperre Riedelmühle der Talsperre Zeulenroda auf einer Höhe von 398 m ü. NN.

## Lage
Der Ort Läwitz befindet sich im südwestlichen Teil des Landkreises, etwa 22 Kilometer (Luftlinie) westlich der Kreisstadt Greiz und fünf Kilometer südwestlich der Kernstadt Zeulenroda. Als höchste Erhebung gilt der Jägersberg  (446,5 m ü. NN) in Richtung Pahren.

## Geschichte
Die erste urkundliche Erwähnung des Ortes Lawitz (1827: Lewitz, 1750 Löbitz u. a.) stammt aus dem Jahr 1237. Die Anlage des Ortes weist auf einen slawischen Rundling hin. Am linken Ufer des Flusses Weida stand bis 1902 die Läwitzer Kolbenmühle (1827 Kolmmühle genannt). Das Zeulenrodaer Tageblatt vom 6. August 1902 berichtete vom Brand der Mühle, der ihr Ende besiegelte. Die Mauerreste sind zwischenzeitlich verschwunden. Schon 1441 gab es hier in der Einsamkeit eine Mühle. Die Kesselsmühle existiert als Wohnhaus noch heute. Läwitz gehörte mit Förthen bis 1918 als Exklave zum Fürstentum Sachsen-Weimar-Eisenach. Daher gab es für beide Dörfer einen eigenen Polizisten. Um 1804 gehörte das Mannlehngut denen von Röder(vogtländischer Uradel), dazu kamen im 19. Jahrhundert noch die von Strauch und die von Bodenhausen. Um 1830 lebten in Läwitz 137 Menschen in 27 Häusern. Es gab einen „Kinderlehrer“. Kirchlich wurde Läwitz von Förthen aus betreut. Bis zur Wende hatte Läwitz ein kleines Gasthaus. Am 1. Mai 1994 wurde Läwitz ein Ortsteil von Zeulenroda. 50 Meter vom Ort entfernt, an der Landstraße Richtung Zeulenroda, beginnt der Rundwanderweg um die Vorsperre der Talsperre Zeulenroda, an den sich der Talsperrenweg anschließt. In Läwitz leben heute etwa 140 Menschen. Größter Arbeitgeber vor Ort ist die Agrargenossenschaft, sie ging aus der LPG Einheit Pahren hervor, die 1968 am Ortsrand eine Sauenzuchtanlage (heute u. a. Produktionsstätte für Hanfprodukte) errichtete.

## Kultur und Sehenswürdigkeiten
Wahrzeichen des Ortes ist die 1925 erbaute Steinbogenbrücke über die Weida, die seit 1977 unter Denkmalschutz steht. Neben der Brücke befindet sich die Kesselmühle, eine der wenigen Wassermühlen, die durch den Bau der Talsperre nicht überflutet wurden.

## Belege
1. ↑  Flächennutzungsplan der Stadt Zeulenroda-Triebes. (PDF; 1,32 MB) S. 8, abgerufen am 10. Januar 2025.
2. ↑  Thüringer Landesvermessungsamt TK10 – Blatt 60-B-b-1 Pahren. Erfurt (1995).
3. ↑  Günter Steiniger: Mühlen an der Auma, der Triebes, der Leuba und im Gülde tal. Verlag Rockstuhl, Bad Langensalza 2011, ISBN 978-3-86777-296-9, S. 221–222.
4. ↑  Statistisches Bundesamt (Hrsg.): Gemeinden 1994 und ihre Veränderungen seit 1. Januar 1948 in den neuen Ländern. Verlag Metzler-Poeschel, Stuttgart 1995, ISBN 3-8246-0321-7.